# دیوید کریستین (تاریخ‌دان)
 دیوید گیلبرت کریستین  (به انگلیسی: David Gilbert Christian) تاریخ‌دان و پژوهشگر تاریخ روسیه است. او به دلیل تدریس و ترویج رشته در حال ظهور تاریخ بزرگ مشهور شده است. او در سال 1989 او شروع به تدریس اولین دوره در مورد این موضوع کرد، بررسی تاریخ از بیگ بنگ تا امروز با استفاده از رویکردی چند رشته ای، با کمک دانشمندان در تخصص های مختلف از علوم، علوم اجتماعی و علوم انسانی. Big History تاریخ بشر را از نظر تاریخ کیهانی، زمین شناسی و بیولوژیکی چارچوب بندی می کند. کریستین با ابداع اصطلاح Big History اعتبار دارد و او به عنوان رئیس انجمن بین المللی تاریخ بزرگ فعالیت می کند. پرفروش‌ترین دوره آموزشی کریستین با عنوان تاریخ بزرگ، توجه بشردوست بیل گیتس را به خود جلب کرد، که تلاش‌های کریستین را برای توسعه برنامه‌ای برای ارائه این دوره به دانش‌آموزان دبیرستانی در سراسر جهان تأمین مالی می‌کند.
او ویراستار جلد اول تاریخ جهان کمبریج است.

## آثار
- Bread and Salt: A Social and Economic History of Food and Drink in Russia, 1984, co-written with R. E. F. Smith[۲]
- A History of Russia, Central Asia and Mongolia, volume 1, 1998
- Maps of Time: An Introduction to Big History, 2005, University of California Press[۳]
- Big History: Between Nothing and Everything, first edition, 2014, McGraw-Hill Education (co-written by Cynthia Stokes Brown and Craig Benjamin)
- Origin Story: A Big History of Everything, 2018, Little, Brown and Company, شابک ‎۹۷۸۰۳۱۶۳۹۲۰۰۶
- "Future Stories:  What's Next", 2022, Little, Brown Spark.

## منبع
- مشارکت‌کنندگان ویکی‌پدیا. «David Christian (historian)». در دانشنامهٔ ویکی‌پدیای انگلیسی، بازبینی‌شده در ۲۰۲۴-۰۸-۱۰.